# Marcos Guilherme
Marcos Guilherme de Almeida Santos Matos (Itararé, Brasil, 5 de agosto de 1995), conocido como Marcos Gilherme, es un futbolista brasileño que juega como centrocampista en el V-Varen Nagasaki de la J2 League.

## Selección nacional
Fue convocado para defender la selección de Brasil en el Campeonato Sudamericano Sub-20 del 2015 que se realizó en Uruguay. Jugó los 9 encuentros, convirtió 4 goles y clasificaron al Mundial de la categoría.
Nuevamente fue seleccionado para ser parte del plantel de Brasil y viajar a Nueva Zelanda para disputar la Copa Mundial Sub-20. Jugó 7 partidos, anotó 2 goles, llegaron a la final junto a Serbia, pero perdieron en tiempo extra.

### Participaciones en categorías inferiores
| Competición                            | Sede          | Resultado  | Partidos | Goles |
| -------------------------------------- | ------------- | ---------- | -------- | ----- |
| Campeonato Sudamericano Sub-20 de 2015 | Uruguay       | Fase final | 9        | 4     |
| Copa Mundial Sub-20 de 2015            | Nueva Zelanda | Subcampeón | 7        | 2     |

## Estadísticas
Actualizado al 1 de diciembre de 2024.
| Atlético Paranaense · Brasil | 1.ª           | 2013          | 0   | 0  | 16  | 1  | ―  | ― | ―  | ― | 16  | 1  |
| Atlético Paranaense · Brasil | 1.ª           | 2014          | 36  | 3  | 14  | 8  | 2  | 0 | 1  | 0 | 53  | 11 |
| Atlético Paranaense · Brasil | 1.ª           | 2015          | 26  | 4  | 10  | 1  | 4  | 0 | 6  | 1 | 46  | 6  |
| Atlético Paranaense · Brasil | 1.ª           | 2016          | 20  | 0  | 17  | 2  | 7  | 1 | ―  | ― | 44  | 3  |
| Atlético Paranaense · Brasil | Total club    | Total club    | 82  | 7  | 57  | 12 | 13 | 1 | 7  | 1 | 159 | 21 |
| G. N. K. Dinamo Zagreb "II" · Croacia | 2.ª           | 2016-17       | 2   | 1  | ―   | ―  | ―  | ― | ―  | ― | 2   | 1  |
| G. N. K. Dinamo Zagreb "II" · Croacia | Total club    | Total club    | 2   | 1  | 0   | 0  | 0  | 0 | 0  | 0 | 2   | 1  |
| G. N. K. Dinamo Zagreb · Croacia | 1.ª           | 2016-17       | 11  | 0  | ―   | ―  | 2  | 0 | ―  | ― | 13  | 0  |
| G. N. K. Dinamo Zagreb · Croacia | Total club    | Total club    | 11  | 0  | 0   | 0  | 2  | 0 | 0  | 0 | 13  | 0  |
| São Paulo F. C. · Brasil | 1.ª           | 2017          | 22  | 6  | ―   | ―  | ―  | ― | ―  | ― | 22  | 6  |
| São Paulo F. C. · Brasil | 1.ª           | 2018          | 6   | 0  | 16  | 2  | 5  | 1 | 0  | 0 | 27  | 3  |
| Al-Wehda Club Arabia Saudita | 1.ª           | 2018-19       | 29  | 9  | ―   | ―  | 2  | 0 | ―  | ― | 31  | 9  |
| Al-Wehda Club Arabia Saudita | 1.ª           | 2019-20       | 11  | 1  | ―   | ―  | 1  | 0 | ―  | ― | 12  | 1  |
| Al-Wehda Club Arabia Saudita | Total club    | Total club    | 40  | 10 | 0   | 0  | 3  | 0 | 0  | 0 | 43  | 10 |
| S. C. Internacional · Brasil | 1.ª           | 2020          | 27  | 0  | 13  | 2  | 2  | 0 | 9  | 2 | 51  | 4  |
| S. C. Internacional · Brasil | 1.ª           | 2021          | 0   | 0  | 6   | 1  | 0  | 0 | 4  | 0 | 10  | 1  |
| S. C. Internacional · Brasil | Total club    | Total club    | 27  | 0  | 19  | 3  | 2  | 0 | 13 | 2 | 61  | 5  |
| Santos F. C. · Brasil | 1.ª           | 2021          | 35  | 5  | ―   | ―  | 6  | 1 | 4  | 0 | 45  | 6  |
| Santos F. C. · Brasil | 1.ª           | 2022          | 1   | 0  | 9   | 2  | 2  | 0 | 1  | 0 | 13  | 2  |
| Santos F. C. · Brasil | Total club    | Total club    | 36  | 5  | 9   | 2  | 8  | 1 | 5  | 0 | 58  | 8  |
| São Paulo F. C. · Brasil | 1.ª           | 2022          | 16  | 1  | ―   | ―  | 0  | 0 | 1  | 0 | 17  | 1  |
| São Paulo F. C. · Brasil | Total club    | Total club    | 44  | 7  | 16  | 2  | 5  | 1 | 1  | 0 | 66  | 10 |
| F. K. Jimki · Rusia | 1.ª           | 2022-23       | 10  | 1  | ―   | ―  | ―  | ― | ―  | ― | 10  | 1  |
| F. K. Jimki · Rusia | Total club    | Total club    | 10  | 1  | 0   | 0  | 0  | 0 | 0  | 0 | 10  | 1  |
| V-Varen Nagasaki Japón | 2.ª           | 2023          | 15  | 0  | ―   | ―  | ―  | ― | ―  | ― | 15  | 0  |
| V-Varen Nagasaki Japón | 2.ª           | 2024          | 36  | 12 | ―   | ―  | 6  | 0 | ―  | ― | 42  | 12 |
| V-Varen Nagasaki Japón | Total club    | Total club    | 51  | 12 | 0   | 0  | 6  | 0 | 0  | 0 | 57  | 12 |
| Total carrera | Total carrera | Total carrera | 303 | 43 | 101 | 19 | 39 | 3 | 26 | 3 | 469 | 68 |
| (1)Incluidos los datos de la Copa de Brasil (2014, 2015, 2016), Copa de Croacia, Copa del Rey de Campeones, Copa del Emperador y Copa J. League. (2)Incluidos los datos de la Copa Libertadores (2014) y Copa Sudamericana (2015) |               |               |     |    |     |    |    |   |    |   |     |    |